# Byrett

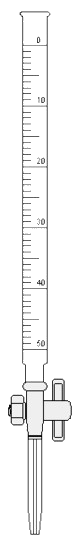
Byrett

Byrett är en apparat bestående av ett smalt, graderat glasrör med en glas- eller teflonkran i nedre delen, som är utdragen till en lång spets. Alternativt är nederdelen förbunden med en gummislang med en klämskruv. I båda fallen är det möjligt att tappa av vätska droppvis. Byretten används för noggrann mätning av vätskor, särskilt inom den analytiska kemin.
Byretten har en extrem precision - en 50 cm3 byrett har en mättolerans på 0,06 - 0,1 cm3. Byretten är graderad uppifrån då den används för avtappning av vätska från botten och den avtappade mängden kan då avläsas genom vätskenivåns ändring mot skalan.